# Edifício Palacete Riachuelo
O Edifício Palacete Riachuelo é um prédio residencial localizado na Rua Doutor Falcão Filho, na esquina com a José Bonifácio, no distrito central da Sé, em São Paulo. Sua fachada principal fica em frente à saída da Estação Anhangabaú da linha vermelha do Metrô de São Paulo. Começou a ser construído em 1925 e é um dos primeiros edifícios de apartamentos da América Latina.
Atualmente, a parte térrea destina-se a lojas e serviços, o primeiro andar abriga uma mesquita, e os outros sete andares são residências particulares; neles, também funciona o serviço de Airbnb.

## Histórico
A região central da capital paulista é, atualmente, um grande foco de prédios comerciais e quase não há construções térreas ou baixas. Esse aglomerado de arranha-céus começou a crescer entre os anos de 1940 e 1950, época em que São Paulo teve um crescimento urbano intenso. Entretanto, em meados da década de 1920, o centro da cidade era muito diferente. São Paulo ainda estava iniciando seu crescimento, afastando-se definitivamente da pequena cidade do século XIX, para a moderna metrópole do século XX. Foi nesta época que começaram a surgir edifícios realmente altos na região.
Nessa época, o prédio mais alto da cidade era o Edifício Guinle, na rua direita, com apenas 7 andares. E foi nesta mesma década, precisamente em 1925, que se deu início a mais um grande edifício paulistano, o Edifício Palacete Riachuelo.
A construção terminou em 1929 e seguiu o projeto dos arquitetos Samuel das Neves e Cristiano Stockler das Neves, que foi executado pelo Escritório Técnico de Engenharia Luis Asson. O prédio era de propriedade da Família Sousa Queiroz, formada por grandes proprietários de terras em São Paulo. Essa família também projetou diversas outras edificações, incluindo o Edifício Sampaio Moreira, de 1924, considerado o primeiro arranha-céu da capital paulista, que abriu caminho para construções mais altas na cidade.

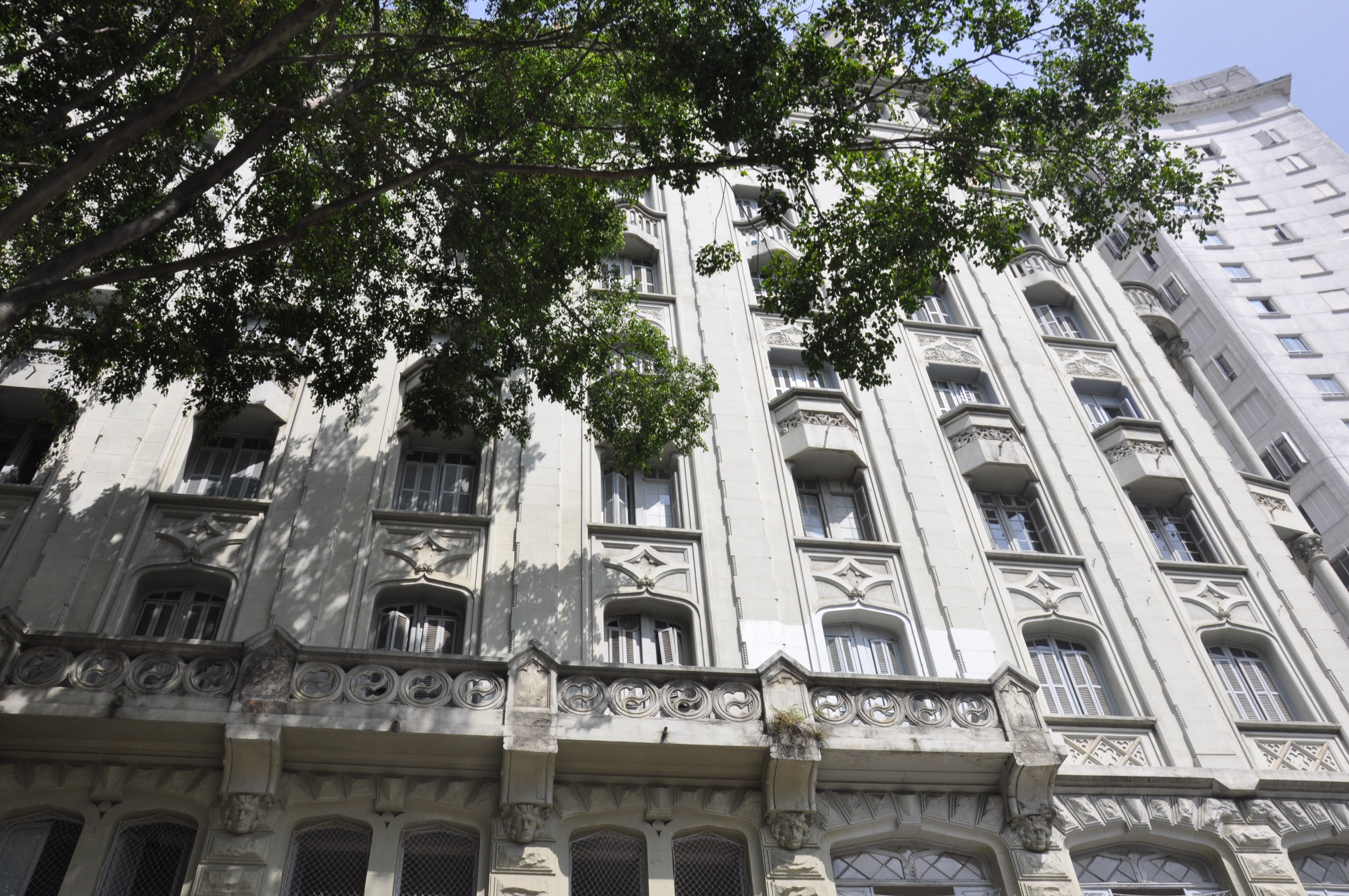
Fachada lateral do Edifício Palacete Riachuelo

O Palacete Riachuelo apresenta características de influência neogótica inglesa e tem acabamento externo muito bem detalhado e acabado, sendo construído num período em que predominavam edifícios para locação, seja para comércio como para habitação, na área central da cidade, que crescia urbanística, demográfica e financeiramente.
Em 1976, o prédio correu risco de ser demolido por causa das obras do Metrô de São Paulo, que derrubou várias construções paulistanas, muitas delas históricas, como o Palacete Santa Helena, o Edifício Mendes Caldeira e o Cine República. A justificativa da Coordenadoria Geral de Planejamento, órgão municipal responsável pela construção do Metrô na época, foi que as obras abalariam as estruturas do prédio, causando danos e colocando em risco a segurança dos moradores.
Nessa época, o prefeito Olavo Setúbal determinou a preservação do edifício e ordenou que o Metrô reforçasse as instalações do Palacete Riachuelo ao invés de colocá-lo abaixo. Os custos para manter o edifício foram de 12,5 milhões de cruzeiros, apenas 1 milhão a mais que o necessário para a desapropriação.

Panorâmica do Centro de São Paulo, vista desde Viaduto do Chá, em que possível ver o Palacete Riachuelo no centro à esquerda

## Localização
A Rua Dr. Falcão Filho foi se formando ao longo dos séculos XVI e XVII, ligando a Igreja de Santo Antônio à área do atual Vale do Anhangabaú, sendo conhecida como Travessa de Santo Antonio. Em meados do século XIX, era nomeada como Ladeira Falcão por que ali morava o Dr. Clemente Falcão Filho, advogado influente da época.

## Arquitetura

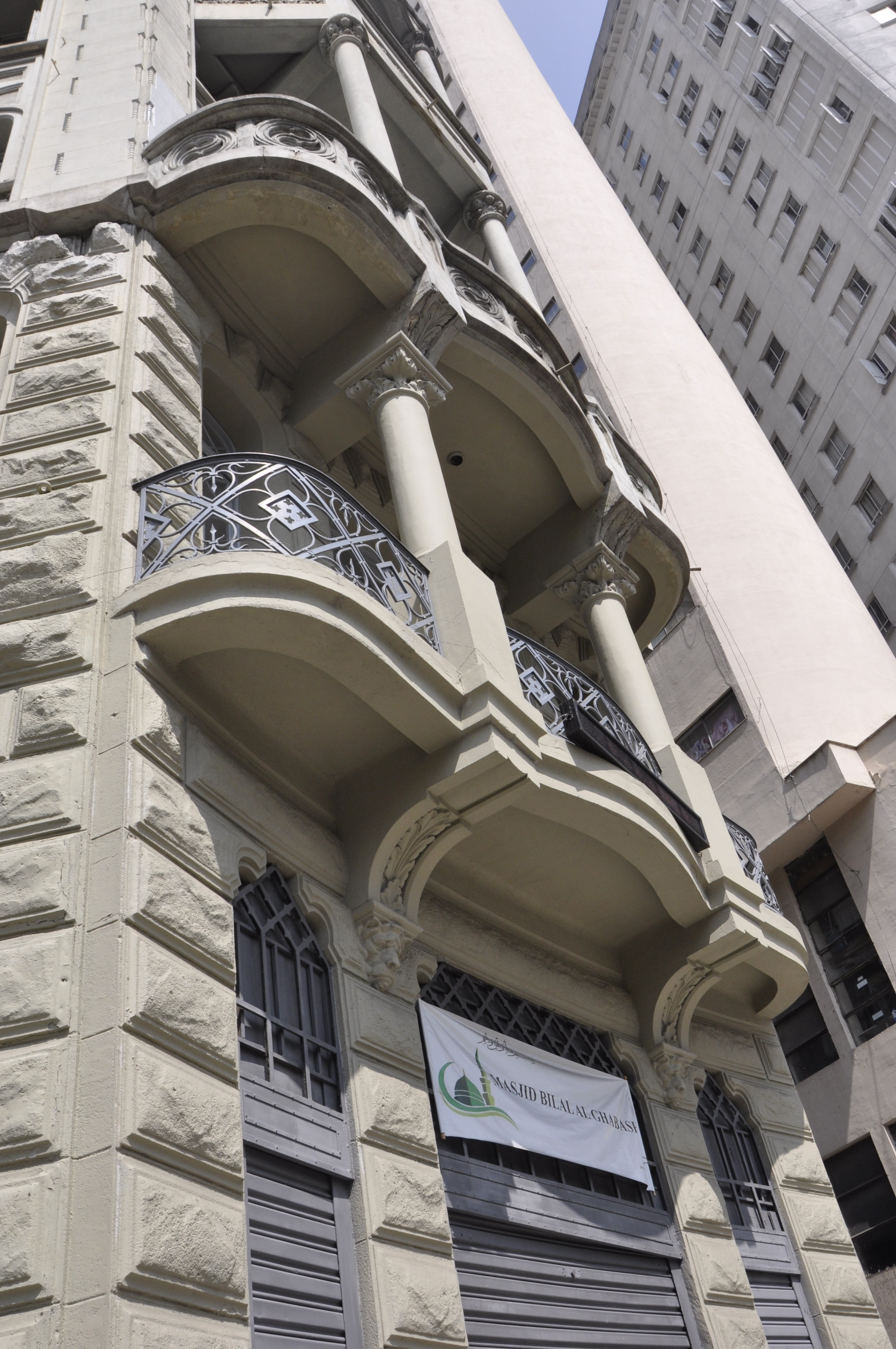
A arquitetura do Palacete Riachuelo tem estilo neogótico e possui colunas e ornamentos detalhados

O edifício, eclético, com características predominantes no neogótico inglês, tem três fachadas: para as ruas Doutor Falcão Filho, José Bonifácio e para a alça da Avenida Vinte e Três de Maio.
A face mais estreita, na junção entre as ruas Doutor Falcão Filho e José Bonifácio, é a mais elaborada, com balcões contínuos trabalhados de diferentes formas que se projetam sobre o passeio interligados por colunas com capiteis. Essa fachada, levemente reentrante no último pavimento, é coroada por frontão triangular ornamentado, evidenciando a sua primazia na composição. As fachadas, nas três faces, apresentam ornamentação rica, com balcões projetados, além do alinhamento da fachada resultando em um interessante jogo de volumes. Os balcões no segundo pavimento, voltados para as ruas Doutor Falcão Filho e José Bonifácio, são apoiados em consoles ornamentados por representações de rostos em alto relevo e há ainda guarda-corpos em ferro forjado.

## Ambiente
O imóvel está situado em terreno inclinado e de formato irregular, que se localiza nas cotas mais baixas da colina entre o Vale do Anhangabaú e o Largo São Francisco. Apresenta fachadas voltadas para a alça de acesso que vem da Avenida Vinte e Três de Maio e para as ruas Doutor Falcão Filho e José Bonifácio, esta última uma íngreme e estreita ladeira que mantém o traçado original datado de meados do século XIX. Sua fachada de maior destaque é a voltada para a alça que liga a Avenida Vinte e Três de Maio ao Vale do Anhangabaú e a partir da qual o edifício tem excepcional visibilidade, até mesmo por conta de suas linhas arquitetônicas, diversas em relação às edificações desse trecho da cidade.

## Estado atual
Décadas depois de sobreviver a grande ameaça a sua existência, o Palacete Riachuelo hoje é protegido como um bem tombado da cidade de São Paulo. Além dos apartamentos, a partir do primeiro andar, existe no piso térreo os salões destinados ao comércio. E é ali que existe uma das mais tradicionais lojas de produtos musicais dedicadas ao rock do Brasil: a Woodstock Rock Store, fundada em 1978.

## Galeria

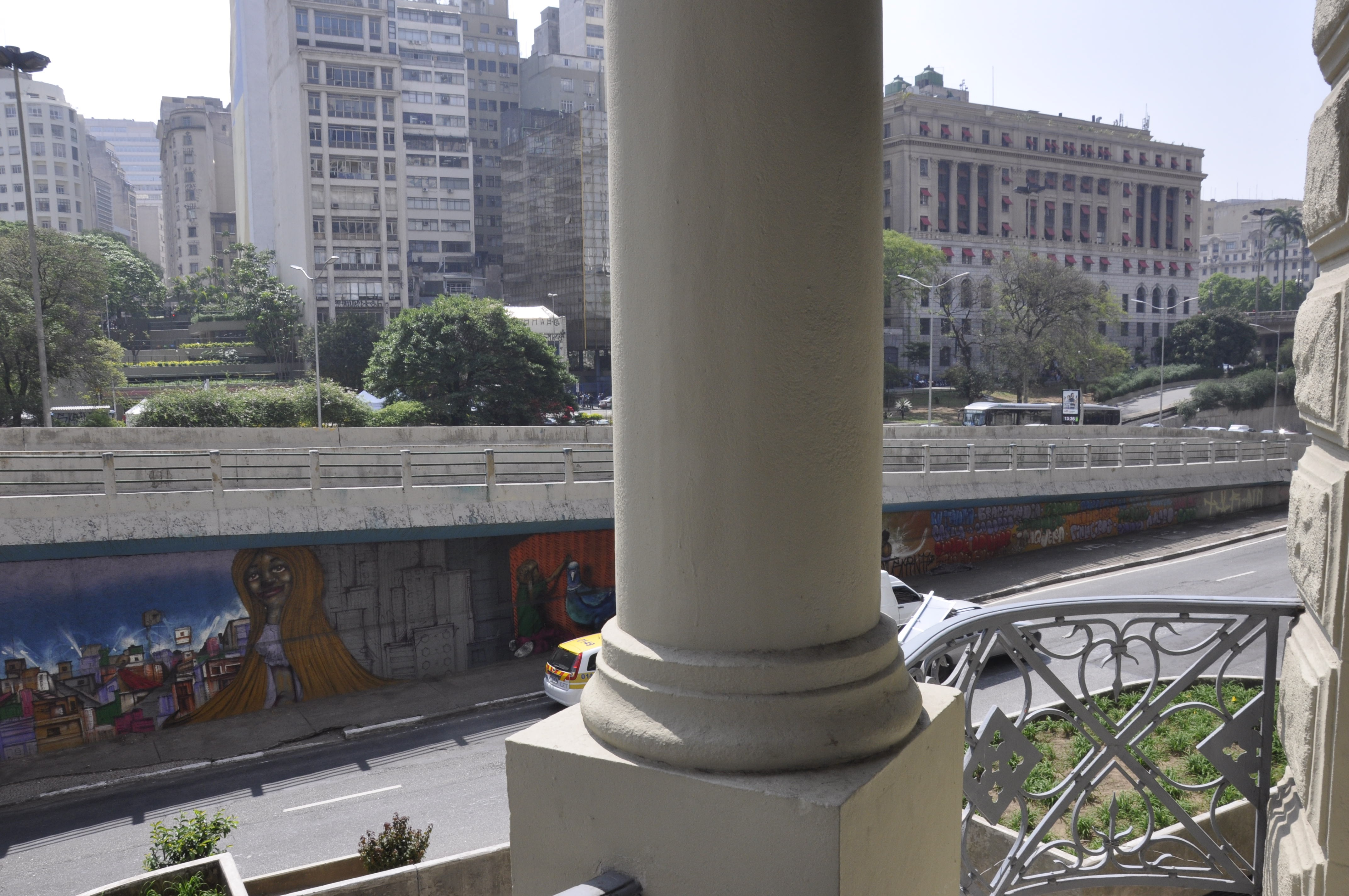
O Palacete Riachuelo localiza-se no distrito da Sé, em São Paulo
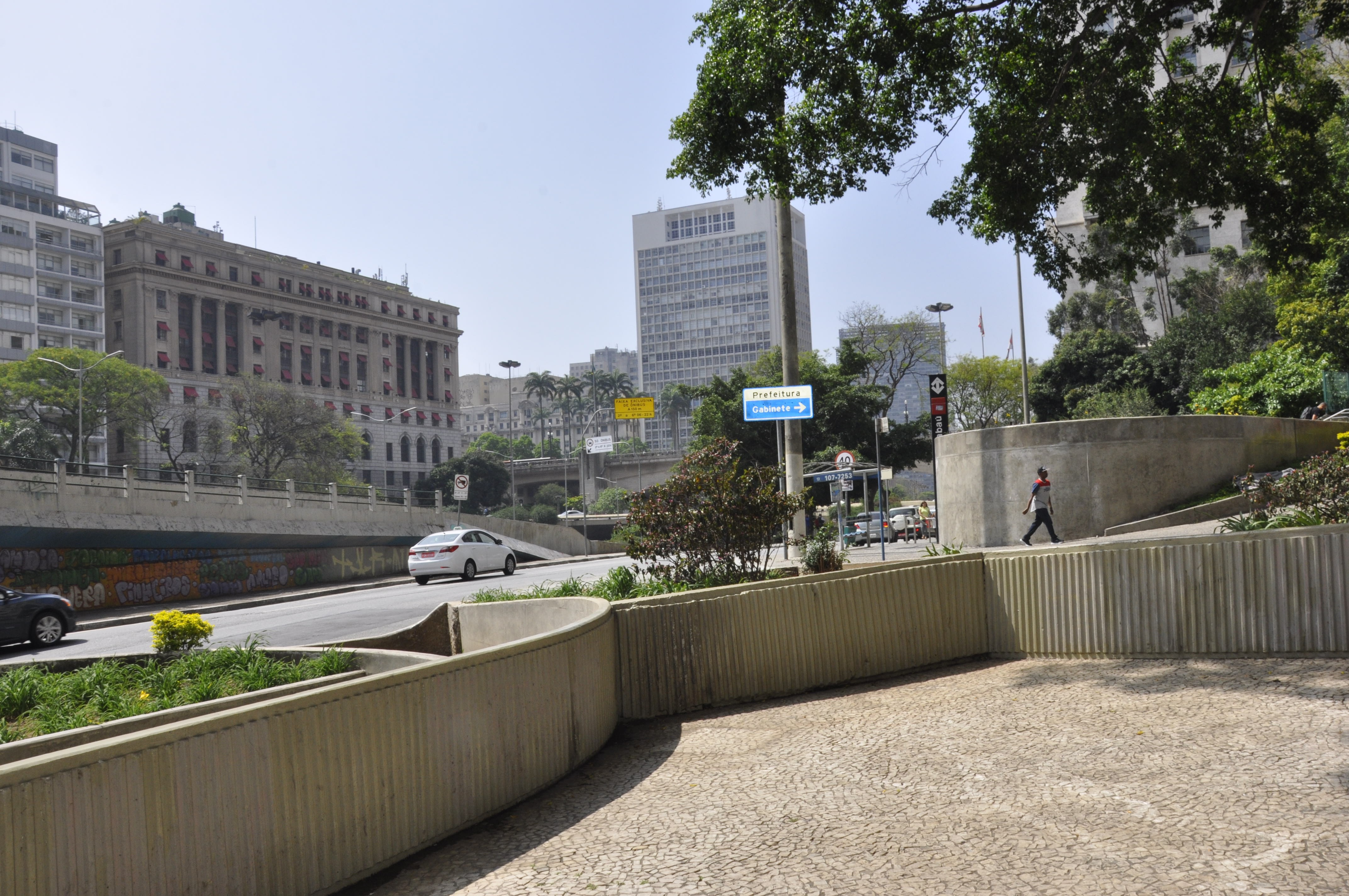
A vista lateral do Palacete Riachuelo contempla Vale do Anhangabaú
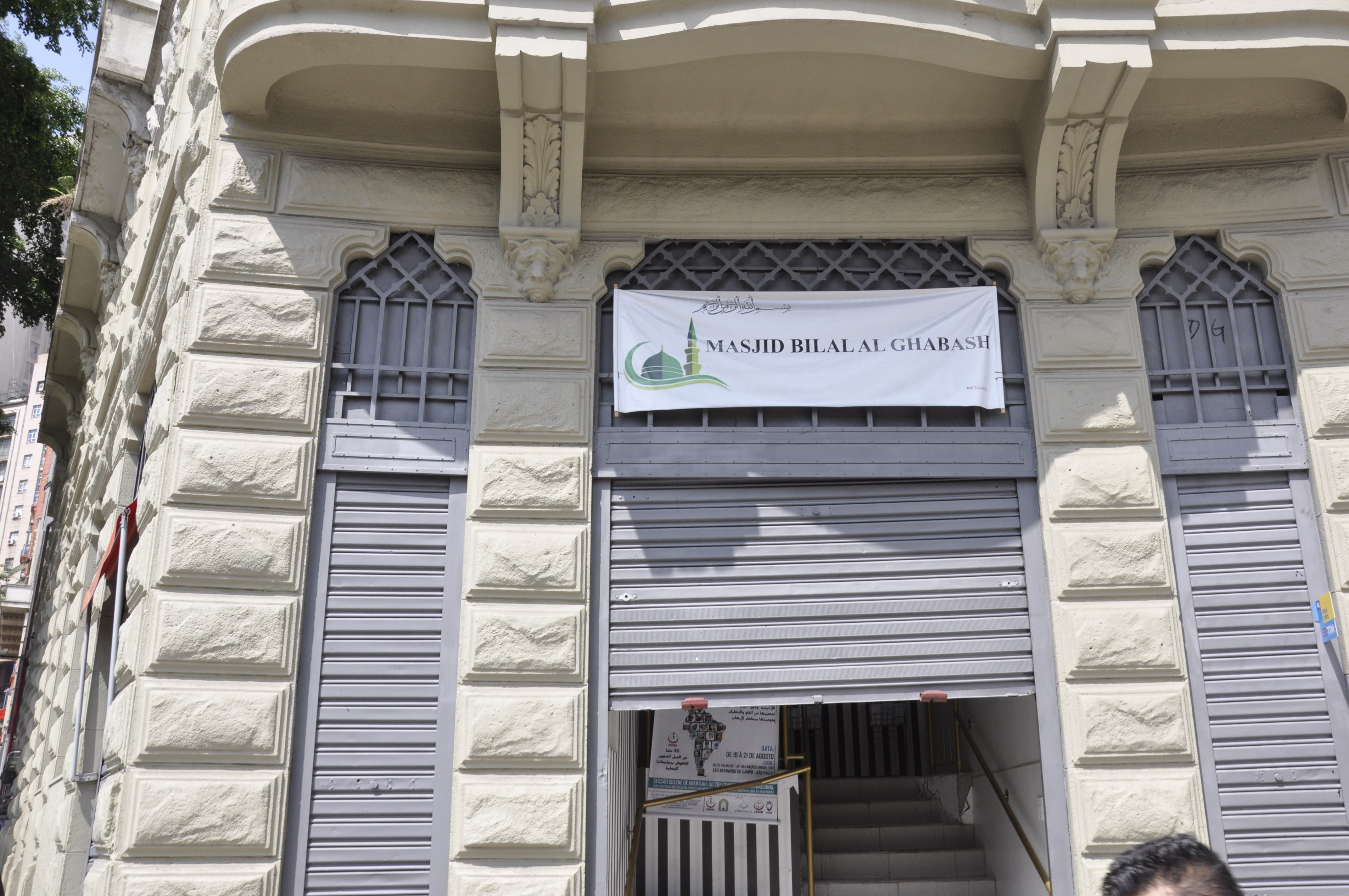
O terréo e o primeiro andar do Palacete Riachuelo abriga uma mesquita
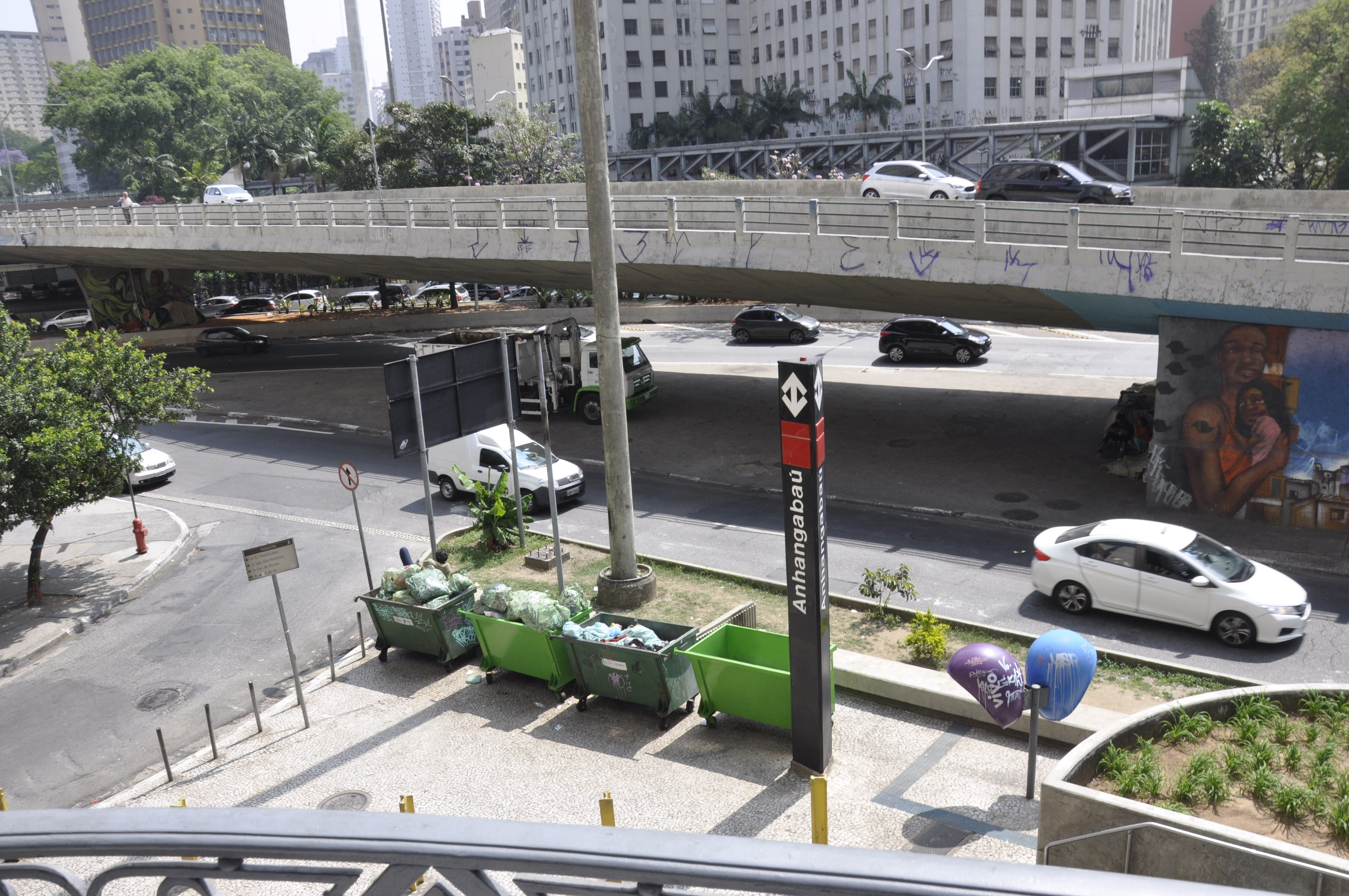
A fachada principal do prédio fica em frentre à estação Anhangabaú do metrô
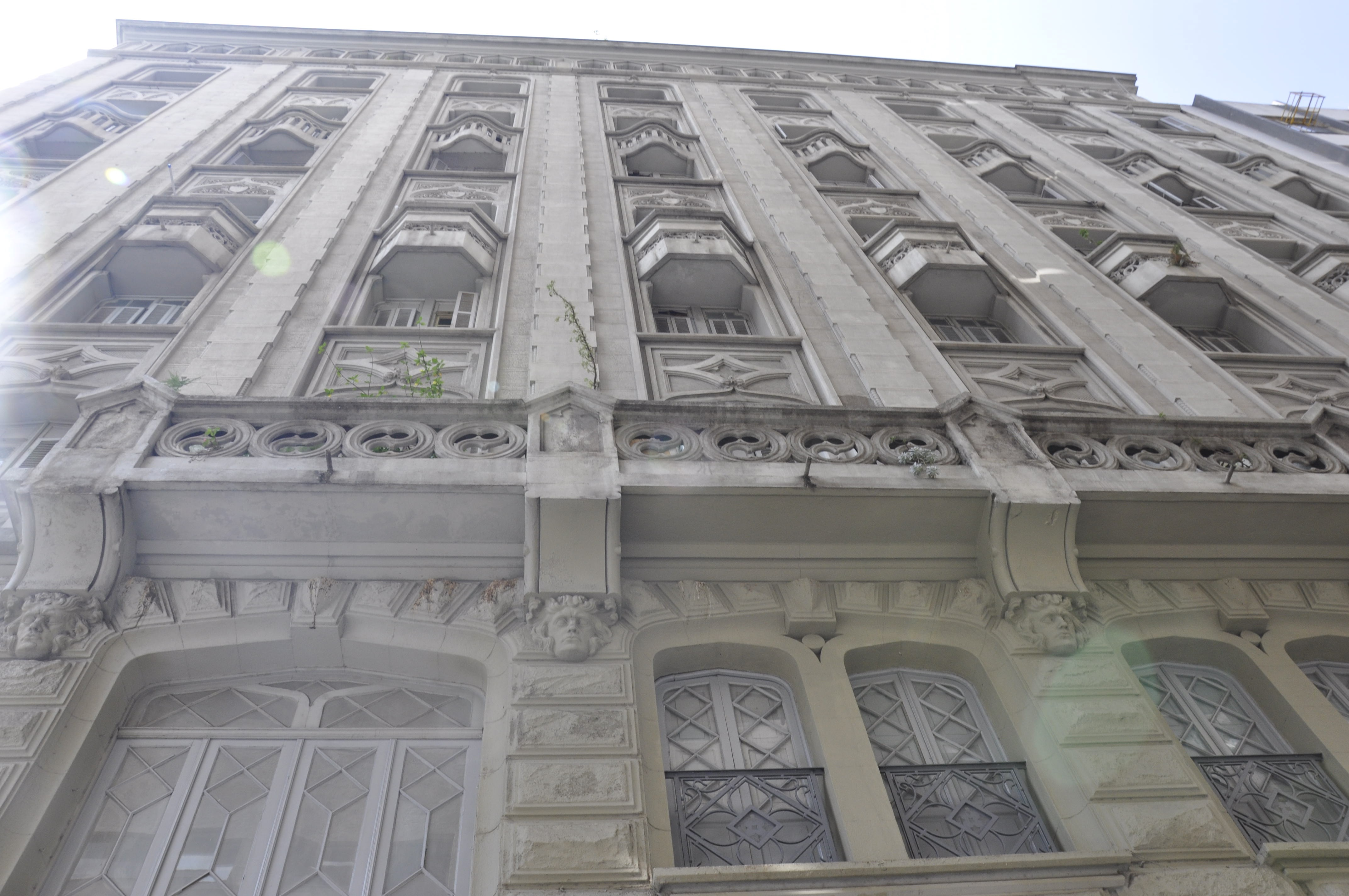
O Palacete Riachuelo possui sete andares com apartamentos residenciais
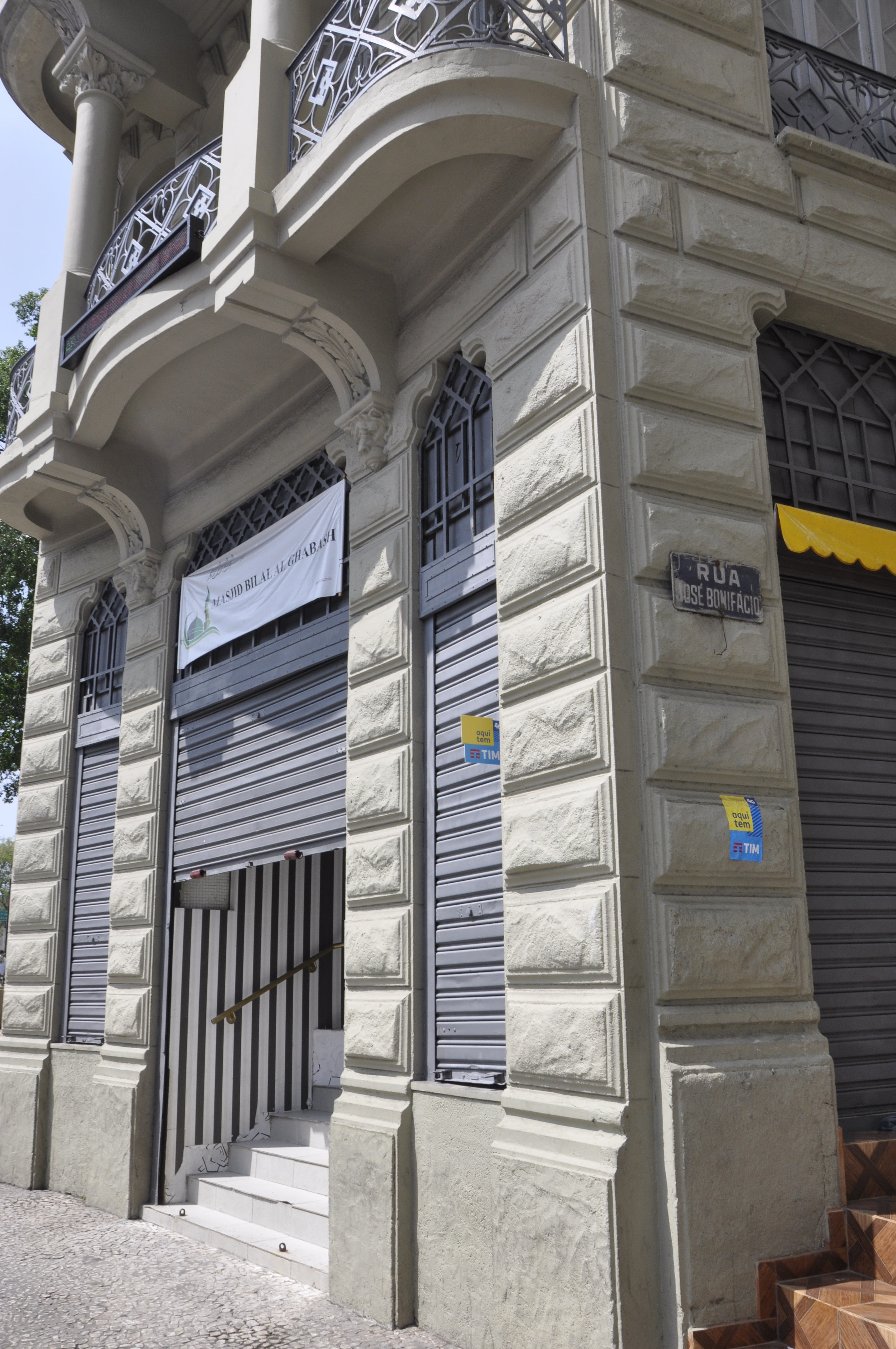
O Palacete Riachuelo localiza-se na esquina da Rua Doutor Falcão Filho com a Rua José Bonifácio, no centro de São Paulo
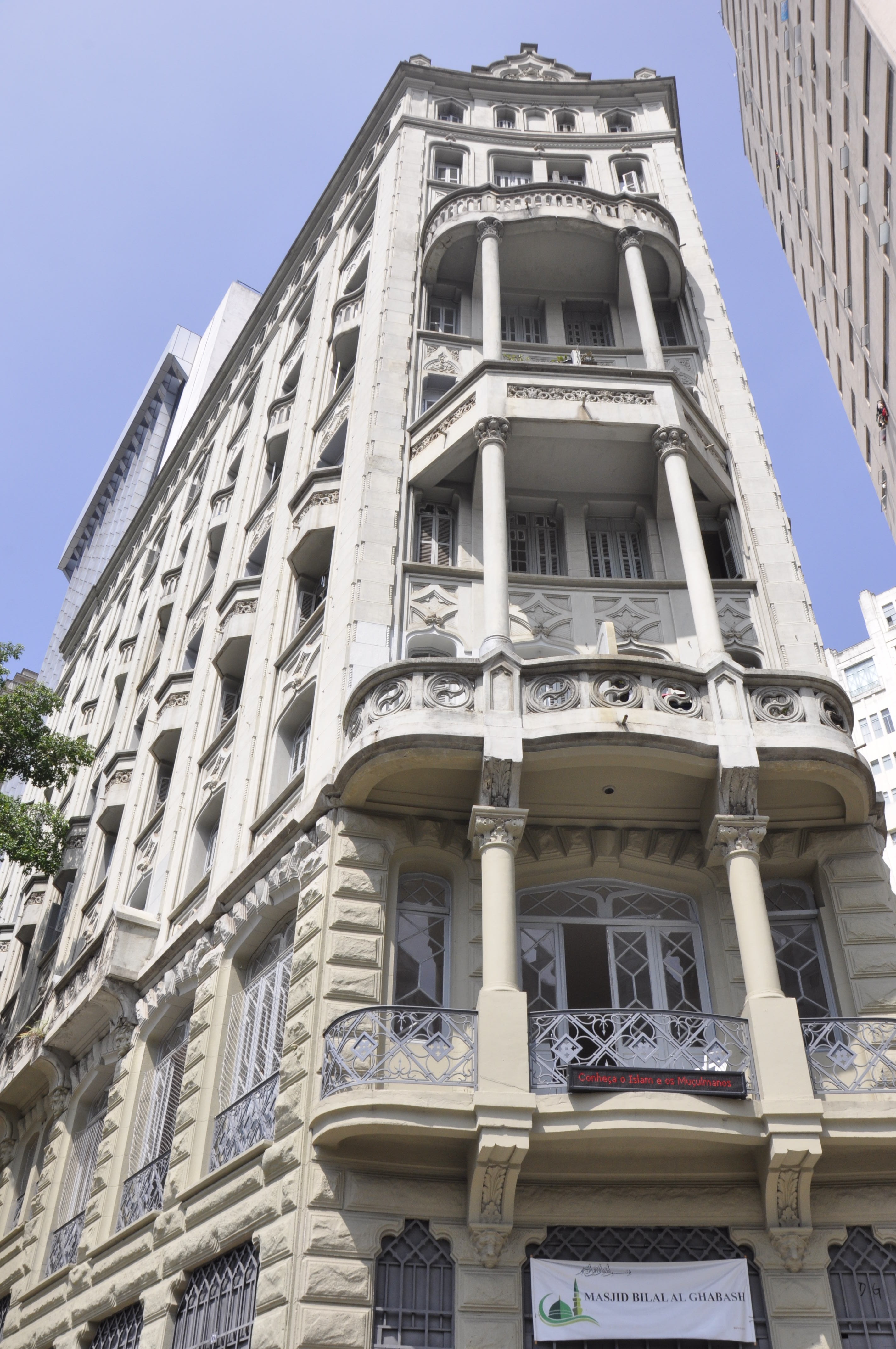
Fachada principal do Edifício Palacete Riachuelo, no Anhangabaú, em São Paulo